# Esthemopsis linearis
Esthemopsis linearis är en fjärilsart som beskrevs av Frederick DuCane Godman och Osbert Salvin 1880. Esthemopsis linearis ingår i släktet Esthemopsis och familjen Riodinidae. Inga underarter finns listade i Catalogue of Life.

## Bildgalleri

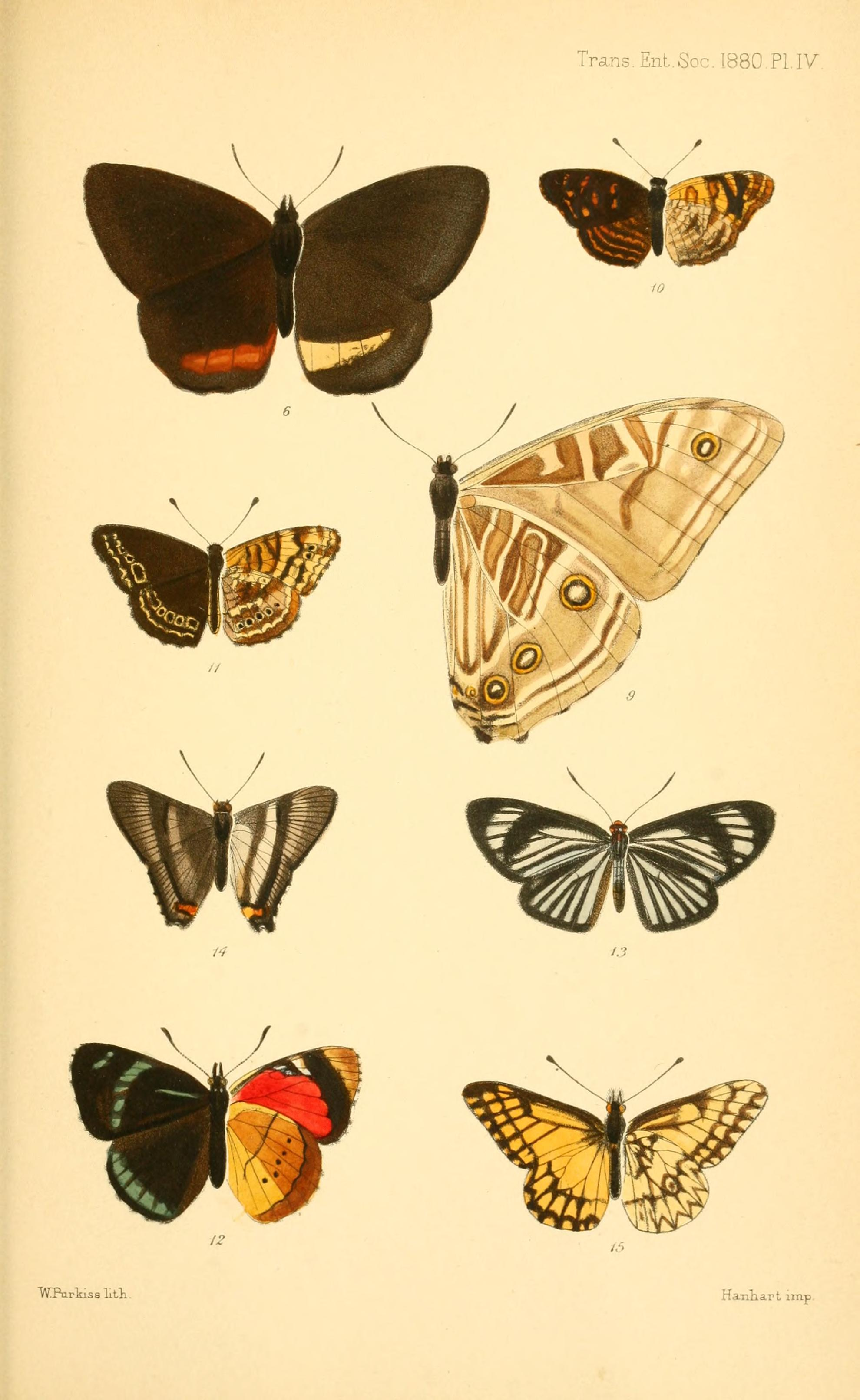